# Rock Steady
Rock Steady — пятый студийный альбом американской музыкальной группы No Doubt. Был выпущен в 2001 году на волне коммерческого успеха предыдущего альбома коллектива — Return of Saturn — и нача́ла сольной карьеры вокалистки Гвен Стефани. Альбом, записанный в студиях Лос-Анджелеса, Лондона, Кингстона и других городов, получил в основном положительные критические отзывы. Два сингла из Rock Steady принесли группе премии «Грэмми» в категории «лучшее вокальное поп-исполнение дуэтом или группой»: песня «Hey Baby» получила успешную номинацию в рамках 45-й, а «Underneath It All» — 46-й ежегодной церемонии.

## Предыстория
В 2000 году солистка No Doubt Гвен Стефани сотрудничала с Ив (композиция и музыкальное видео «Let Me Blow Ya Mind», выпущенные в 2001-м), в декабре 2000 года был выпущен записанный совместно с Моби трек «South Side», попавший в US Top 20. Обе работы были одобрительно встречены критикой и расценены как удачный старт сольной карьеры исполнительницы, между тем Стефани не оставила работу в составе группы в качестве автора песен и вокалистки.

## Запись
Первые сессии звукозаписи прошли в январе 2001 года при участии основных авторов коллектива — Гвен Стефани, Тома Дюмона и Тони Канэла — в домашней студии Дюмона в Лос-Анджелесе. Впоследствии, во время сессий в Кингстоне, к ним присоединился ударник группы Эдриан Янг.

### Сотрудничество с другими исполнителями
Соавтором композиции «Underneath It All» стал Дэйв Стюарт, записана она была в сотрудничестве с ямайской певицей Lady Saw. Песня «Hey Baby» стала результатом совместной работы No Doubt с ямайским исполнителем регги Bounty Killer. Кроме того, Rock Steady включает трек «Waiting Room», часть вокальной партии которого Стефани исполняет в дуэте с Принсом, что явилось развитием творческого сотрудничества двух вокалистов, начавшегося с их совместной работы над альбомом Принса Rave Un2 the Joy Fantastic.

## Концертный тур

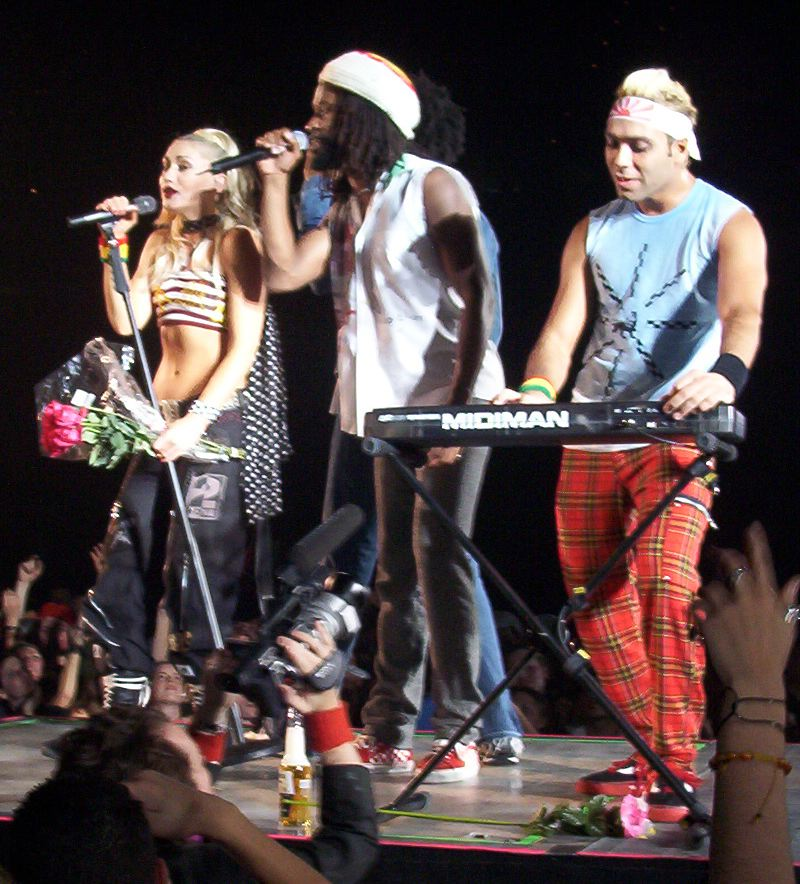
Слева направо: Гвен Стефани, Стивен Брэдли и Тони Канэл во время концерта No Doubt в Сакраменто 18 марта 2002 года

Гастрольный тур No Doubt в поддержку альбома продолжался с 14 марта по 10 мая 2002 года. Первые шоу в рамках тура состоялись в Венесуэле и Пуэрто-Рико, далее последовали выступления в ряде городов США.

## Отзывы критиков
В 2003 году журнал Rolling Stone удостоил альбом 316-й позиции в списке «500 величайших альбомов всех времён»; редактор сервиса Allmusic Стивен Томас Эрлевайн считал, что Rock Steady «звучит как хорошая, запоминающаяся, стильная массовая поп-запись», а обозреватель издания NME Алекс Нидем оценил альбом в семь баллов из десяти возможных, отметив, помимо прочего, что в смысле значения для карьеры исполнителя Rock Steady сравним с Ray of Light Мадонны.

## Продажи
По итогам 2002 года альбом оказался на 28-м месте в США по объёму продаж с результатом в 1 714 000 проданных копий.

## Награды и номинации
В 2003 году Rock Steady был неудачно номинирован на соискание «Грэмми» в категории «лучший вокальный поп-альбом».

## Список композиций
| №   | Название               | Автор(ы)                            | Длительность |
| --- | ---------------------- | ----------------------------------- | ------------ |
| 1.  | «Intro»                |                                     | 0:27         |
| 2.  | «Hella Good»           | Чад Хьюго, Тони Канэл, Гвен Стефани | 4:03         |
| 3.  | «Hey Baby»             | Том Дюмон, Тони Канэл, Р. Прайс     | 3:27         |
| 4.  | «Making Out»           | Том Дюмон, Тони Канэл, Гвен Стефани | 4:15         |
| 5.  | «Underneath It All»    | Гвен Стефани, Джанго Стюарт         | 5:02         |
| 6.  | «Detective»            | Том Дюмон, Тони Канэл, Гвен Стефани | 2:54         |
| 7.  | «Don’t Let Me Down»    | Том Дюмон, Тони Канэл, Гвен Стефани | 4:08         |
| 8.  | «Start the Fire»       | Том Дюмон, Тони Канэл, Гвен Стефани | 4:12         |
| 9.  | «Running»              |                                     | 4:02         |
| 10. | «In My Head»           | Тони Канэл, Гвен Стефани            | 3:25         |
| 11. | «Platinum Blonde Life» | Том Дюмон, Тони Канэл, Гвен Стефани | 3:28         |
| 12. | «Waiting Room»         |                                     | 4:27         |
| 13. | «Rock Steady»          | Тони Канэл, Гвен Стефани            | 5:24         |